# École nationale d'administration (Tchad)
Pour les articles homonymes, voir Ena et École nationale d'administration.
L’École nationale d'administration du Tchad , connue sous le nom d’ÉNA, est un établissement d’enseignement supérieur tchadien crée en 1963 sous le nom d'École nationale d'administration et de magistrature situé à N'Djamena. Elle est chargée de former les cadres moyens et supérieurs de l'administration publique tchadienne.

## Histoire
À l'instar de l'ENA de France créée en 1945 au lendemain de la Seconde Guerre mondiale sur ordonnance du général Charles de Gaulle, l'ENA tchadienne a vu le jour en 1963 après l'indépendance du Tchad sous le gouvernement de feu Francois Tombalbaye, premier président tchadien.
L’ENA a été créée à cette époque, d’abord dans le but de doter le jeune État tchadien de cette époque postcoloniale des cadres qui devaient remplacer progressivement les administrateurs coloniaux et, ensuite, de dynamiser la fonction publique tchadienne en formant des fonctionnaires de haut niveau dans des domaines divers et variés. L'ENA a connu plusieurs directeurs depuis sa création. Depuis le 01 mars 2024 Dr Mahamat Borgou Hassan est son nouveau directeur général. 
En 1986 intervient la réforme qui changea la dénomination de l'ENA en ENAM (École nationale d'administration et de magistrature), avec l’ouverture d'une filière judiciaire (ordonnance n°023/PR/1986 du 25 octobre 1986.
En 2014, une réforme institutionnelle et administrative substitue la dénomination « École nationale d'administration et de magistrature » en abrégé ENAM, par la dénomination « École nationale d'administration » en abrégé ENA (loi n°037/PR/2014 du 24 décembre 2014. Depuis le 01 mars 2024, Dr Mahamat Borgou Hassan est le nouveau Directeur Général de l'école nationale d'administration.